# غوستاف لومبارد
غوستاف لومبارد (10 أبريل 1895 - 18 سبتمبر 1992) عضوا رفيع المستوى في قوات الأمن الخاصة خلال الحرب العالمية الثانية. خلال الحرب، تولى لومبارد قيادة فرقة الفرسان الثامنة لقوات الأمن الخاصة فلوريان غاير والفرقة الحادية والثلاثين لمتطوعي قوات الأمن الخاصة. حصل على وسام الفارس الصليبي الحديدي بسبب ما يسمى بالعمليات "المناهضة لثوار" حول كوفل والتي تضمنت قتل مدنيين وإحراق قرى.
ارتكب لومبارد جريمة قتل جماعي في الهولوكوست، حيث خدم كقائد للفوج الأول من لواء الفرسان إس إس أثناء الغزو الألماني للاتحاد السوفيتي. أدين لومبارد بارتكاب جرائم حرب من قبل محكمة عسكرية سوفيتية في عام 1947 وأفرج عنه في عام 1955. وقد حوكم لاحقًا من قبل محكمة ألمانية غربية في الستينيات، ولم تثبت إدانته.

## عملية بربروسا
في نهاية يوليو 194، كان لومبارد قائد مفرزة في فوج الفرسان الأول الذي تم نشره شرق بريست ليتوفسك.

### «مستنقعات بريبيات» عملية عقابية
في 19 يوليو 1941، بأمر من هيملر، تم تكليف فوجي سلاح الفرسان الأول والثاني للقيادة العامة لقوات الأمن العليا وقائد الشرطة (HSSPF) إريك فون ديم-زاليوفسكي. تم دمجهم في لواء الفرسان إس إس تحت قيادة هيرمان فيجيلين، وكان من المقرر أن يشاركوا في الأحداث في منطقة مستنقعات بريبت، وهي مساحة كبيرة من الأرض تغطي أجزاء من بيلوروسيا وشمال أوكرانيا. أصبح هذا الإجراء يُعرف باسم العملية العقابية «المستنقعات بريبيات» ((بالألمانية: "Pripiatsee")‏؛ نفذته القوات المشتركة وقوات الفيرماخت في يوليو وأغسطس عام 1941 كـ «تمشيط منتظم» للمنطقة بحثا عن اليهود والمقاتلين والجيش الأحمر. يعتبر تاريخ بدء العملية هو 28 يوليو 1941. 

## جوائز
- الصليب الألماني في 11 فبراير 1943 في دور SS- أوبرستورمبانفورر في فوج-Regiment 1./الفرسان-إس إس-Division [2]
- وسام الفارس الصليبي الحديدي في 10 مارس 1943 بصفته إس إس- أوبرستورمبانفورر وقائد فوج الفرسان إس إس الأول [3]

### اقتباسات
1. ↑  Pieper 2015.
2. ↑  Patzwall & Scherzer 2001.
3. ↑  Scherzer 2007.